# Större tallbarrsmal
Större tallbarrsmal (Cedestis gysseleniella) är en fjärilsart som beskrevs av Philipp Christoph Zeller 1839. Större tallbarrsmal ingår i släktet Cedestis, och familjen spinnmalar. Arten är reproducerande i Sverige.

## Bildgalleri

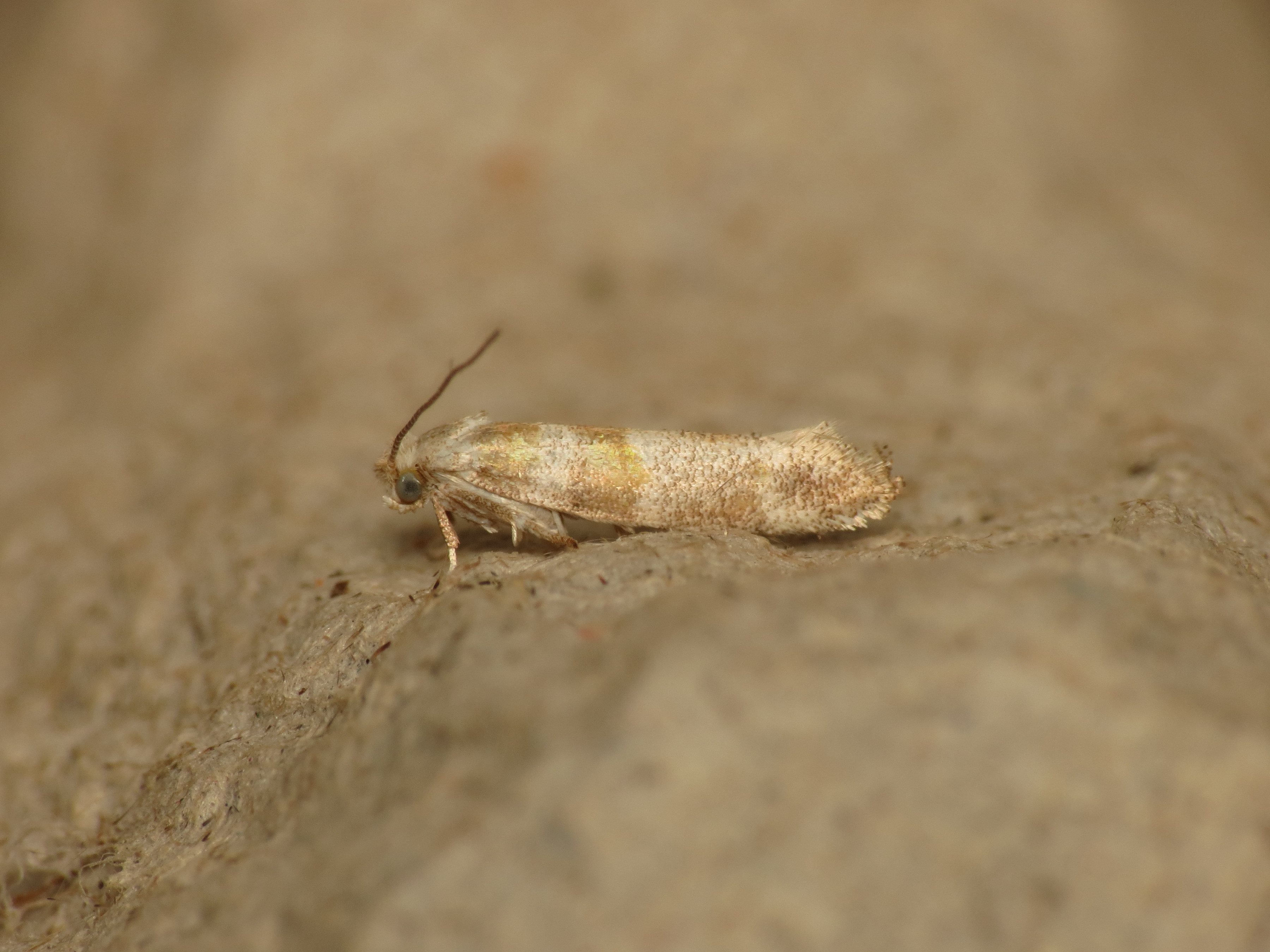
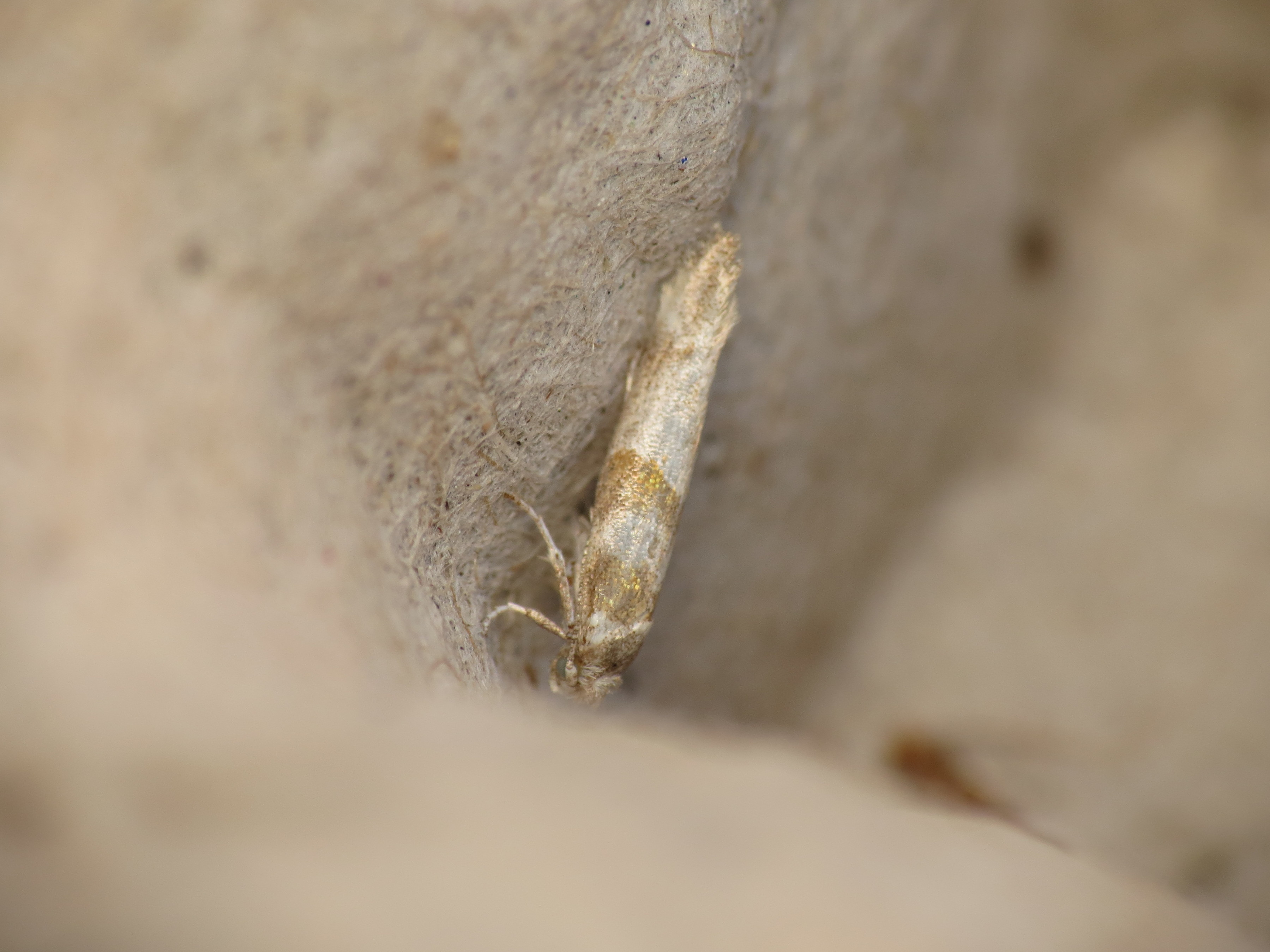
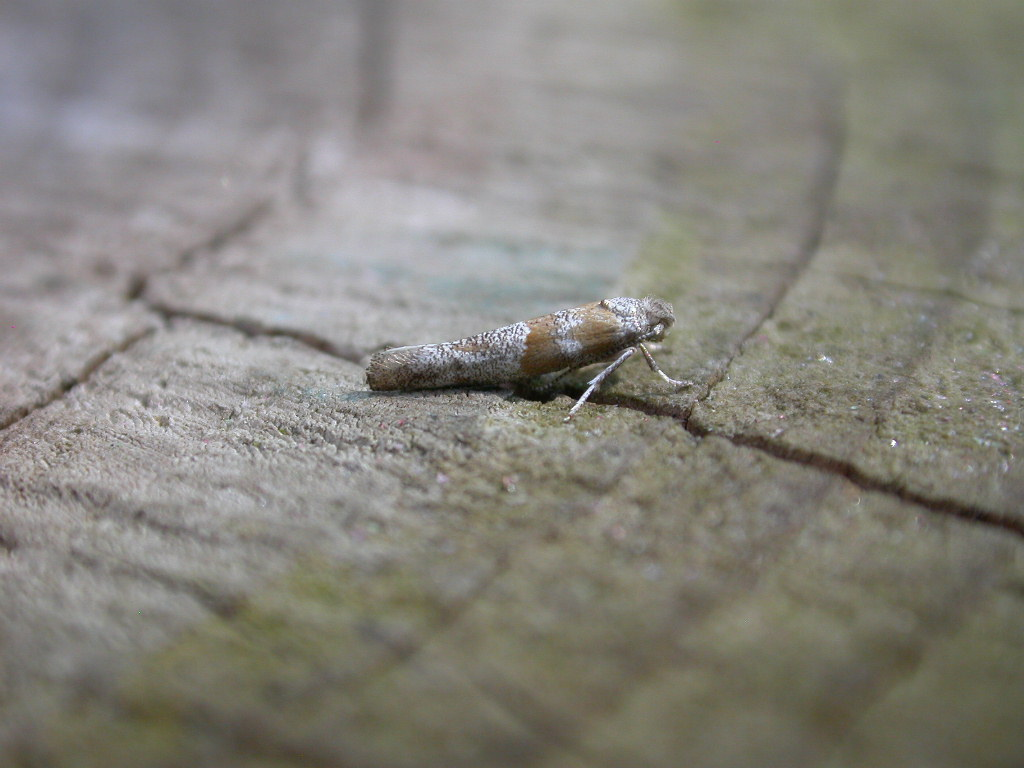
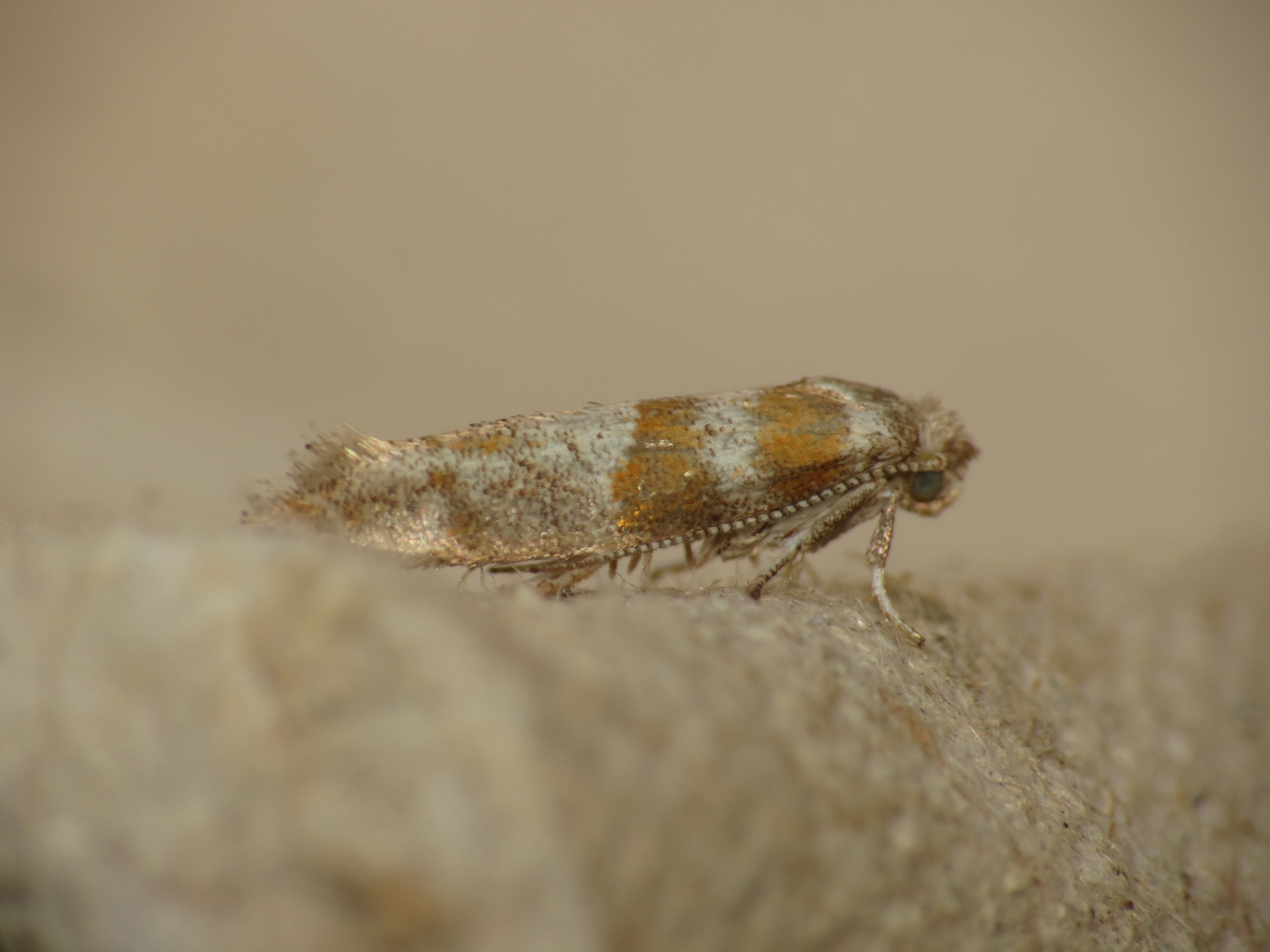